# Pihtla
Pihtla (tyska: Pichtendahl) är en by (estniska: küla) på ön Ösel i västra Estland. Den ligger i Ösels kommun i landskapet Saaremaa (Ösel), cirka 170 kilometer sydväst om huvudstaden Tallinn. Pihtla ligger 13 meter över havet och antalet invånare är 105. Närmaste stad är Kuressaare, 13 km sydväst om Pihtla.
Byn var tidigare centralort i dåvarande Pihtla kommun.

## Klimat
Trakten ingår i den hemiboreala klimatzonen. Årsmedeltemperaturen i trakten är 6 °C. Den varmaste månaden är augusti, då medeltemperaturen är 18 °C, och den kallaste är januari, med −4 °C.